# Діпіка Падуконе
Дипіка Па́дуконе (конк. ದೀಪಿಕಾ ಪಡುಕೋಣೆ; нар. 5 січня 1986, Копенгаген) — індійська акторка, кінопродюсерка та колишня модель. Активістка психічного здоров'я, амбасадорка світових брендів. Трикратна лауреатка Filmfare Award за найкращу жіночу роль.
Дебютувала в 2006 році у фільмі мовою каннада Айшварія. У наступному році дебютувала в кіно на гінді в картині «Ом Шанті Ом».

## Біографія
Діпіка Падуконе народилася в Копенгагені, Данія, в католицькій сім'ї з Мангалура. Її рідна мова — конкані. Її батько Пракаш Падуконе, колишній гравець у бадмінтон світового рівня, а мати — турагентка. Коли їй було 11 місяців, її родина переїхала до Бенгалуру, Карнатака, Індія.
Діпіка навчалася у середній школі «Софія» в Бангалорі, а потім у коледжі Mount Carmel. Ще навчаючись у школі, вона грала у бадмінтон, як її батько та дід. Проте кар'єра бадмінтоністки її не приваблювала.
У 2005 році вона вступила до Національного відкритого університету Індіри Ганді, щоб здобути бакалаврський ступінь у галузі соціології. Згодом через щільний робочий графік перейшла на дистанційне навчання.

## Кар'єра

### Моделінг
Навчаючись у коледжі, Падуконе почала кар'єру в модельному бізнесі. Вона була помічена на конкурсі в Національній юридичній школі в Бангалорі і невдовзі дебютувала на подіумі на Тижні моди Лакме в 2005. Протягом багатьох років брала участь у фотосесіях для різних індійських брендів, таких як Liril, Dabur Lal, Close-Up та Limca, була амбасадоркою бренду на ювелірній виставці "Скарби Індії". Косметична компанія Maybelline зробила її своїм міжнародною представницею.
На п'ятій щорічній церемонії нагородження Kingfisher Діпіку Падуконе було удостоєно звання «Модель року». Незабаром після цього вона була обрана як одна з моделей для календаря Kingfisher Swimsuit на 2006 рік і виграла два призи Idea Zee Fashion Awards: «Жінка — Модель року» та «Нова особа року». Падуконе була також обрана як амбасадорка бренду Levi Strauss. Вона з'явилася в музичному кліпі Хімеша Решамії на пісню Naam Hai Tera.

### Кіно
Діпіка Падуконе вперше з'явилася на великому екрані у романтичній комедії Aishwarya мовою каннада у 2006 році. Фільм мав великий успіх у прокаті.
У Боллівуді дебютувала в 2007 році у блокбастері «Ом Шанті Ом», що був ще успішнішим. Падуконе виконала дві ролі: відомої акторки та дівчини, схожої на неї. Ця робота принесла їй Filmfare Award за найкращу дебютну жіночу роль, а також її першу номінацію Filmfare Award за найкращу жіночу роль.
Потім була роль сучасної індійки Гаятрі в романтичній комедії Сіддхартха Ананда «Бережіться, красуні». Фільм був досить успішним у прокаті, але її гра була розкритикована.
У 2009 році вийшов комедійний бойовик "З Чандні Чоука до Китаю", в якому знову Падуконе знову виконала подвійну роль. Фільм не отримав успіху ні у публіки, ні у критики, і відгуки про її гру були переважно негативні.
Наступний фільм Падуконе, романтична драма «Кохання вчора і сьогодні», виявився одним із головних хітів 2009 року. Її героїня — Міра Пандіт, наполеглива кар'єристка, викликала неоднозначну реакцію критики. Попри це, вона отримала свою другу номінацію Filmfare Award за кращу жіночу роль.
У 2010 році Падуконе знялася в п'яти фільмах, першим із яких став психологічний трилер «Картик дзвонить Картику», де вона зіграла Соналі Мукерджі. Цього разу багато критиків оцінили її виконання. Однак фільм одержав змішані відгуки. Потім вона знялася в комедії режисера Саджіда Хана «Повний дім» в ролі Сенді. Попри більшою мірою негативну критику, фільм став одним із основних касових успіхів року.
Потім Падуконе знялася у своєму другому фільмі виробництва Yash Raj Film «Бій і Леті» режисера Прадіпа Саркара. Вона знялася разом з Нілом Нітін Мукешем, у ролі Пінк Палкару. Фільм отримав змішану критику та помірний успіх у прокаті. Наступною у її кар'єрі була мелодрама «Після розлучення» від режисера Даниша Аслама. Фільм не мав успіху у прокаті та у критики, проте Падуконе отримала сприятливі відгуки. Її останній у 2010 році фільм «Перемогти чи померти» з Абхішек Баччаном провалився у прокаті.
2011 рік для акторки почався з фільму режисера Рохан Сіппі «Порочне коло» з Абхішеком Баччаном та Біпашею Басу. Вона була задіяна в музичному номері на пісню "Dum Maaro Dum", реміксі однойменної пісні з фільму "Брат і сестра" із Зінат Аман. Пісня, хоч і стала хітом, отримала змішані відгуки за непристойний текст та танцювальні рухи. Потім Падуконе знялася в драмі «Бронювання» разом із Амітабхом Баччаном та Саїф Алі Кханом. Фільм, хоч і мав широке розголос, але провалився в прокаті і отримав змішані відгуки.
У 2012 році Падуконе знялася у фільмі «Коктейль» із Саїфом Алі Ханом та дебютанткою Діаною Пенті. Цей фільм ознаменував важливий поворотний момент у її кар'єрі. Картина принесла їй кілька найпрестижніших нагород, ставши хітом прокату.
У 2013 році Падуконе знялася з Саїф Алі Ханом вчетверте (поряд із Джоном Абрахамом, Жаклін Фернандес, Амішею Патель та Анілом Капуром) у фільмі «Гонка 2». Хоча він отримав переважно негативну критику, але зібравши в прокаті 1,62 млрд рупій (25 мільйонів доларів), виявився комерційно успішним. Наступним фільмом акторки стала романтична комедія «Ця божевільна молодь» у парі з Ранбіром Капуром. Фільм мав великий успіх у всьому світі. Потім вона знялася в комедії «Ченнайський експрес» із Шахрукх Кханом, яка протримала титул найкасовішого фільму Індії 4 місяці. Акторка також знялася разом із Ранвіром Сінгхом у драмі «Рам і Ліла» Санджая Ліли Бхансалі, яка є адаптацією шекспірівської трагедії «Ромео і Джульєтта», де вона втілила гуджаратську дівчину Лілу, засновану на персонажці Джульєтти. Фільм заробив 2,02 млрд рупій ($31 млн) у всьому світі, що зробило його четвертим касовим хітом Падуконе поспіль у 2013 році. За ролі у фільмах «Ченнайський Експрес» та «Рам і Ліла» вона виграла кілька нагород, у тому числі Filmfare Award за найкращу жіночу роль.
У 2014 році Діпіка Падуконе разом з актором Раджнікантом взяла участь у створенні картини Тамільа «Легенда», знятої за допомогою технології захоплення руху, яка зібрала в прокаті 30 млн рупій ($470 тис.) за два дні. Однак від Падуконе її персонажці дісталася лише зовнішність, озвучила її інша акторка. Наступною роботою став «У пошуках Фанні» за участю Арджуна Капура, Дімпл Кападія та Панкаджа Капура. Пізніше того ж року вона втретє знялася з Шахрух Ханом у фільмі «З Новим роком!», виконавши роль танцюристки. Фільм став одним із її найуспішніших проєктів, заробивши понад 3,4 млрд рупій ($53 млн) по всьому світу.
У 2015 році Падуконе знялася у фільмі «Піку» з Амітабх Баччаном. Відгуки про фільм були позитивними, у прокаті фільм заробив 1,4 млрд рупій, ставши касовим хітом, а акторці приніс її другу Filmfare Award за найкращу жіночу роль. Пізніше того ж року вона виконала роль дівчини-підприємиці, яка допомагає персонажу Ранбіра Капура знайти себе, в романтичній драмі Імтіазу Алі «Спектакль». Попри погані фінансові результати, Сукання Верма назвала Діпіку Падуконе найкращою акторкою року. Наприкінці року Падуконе знялася в історичній драмі Санджая Ліла Бхансалі «Баджирао та Мастані» разом із Ранвіром Сінгхом та Пріянкою Чопра. Фільм заробив 3,3 млрд рупій ($51 млн) і став четвертим найкасовішим індійським фільмом року.
У 2017 році акторка дебютувала у головній жіночій ролі у голлівудському фільмі «Три ікси: Світове панування» з Віном Дізелем, також у фільмі знімалися Рубі Роуз, Ніна Добрев, Донні Єн, Кріс Ву (колишній учасник EXO) та Неймар (епізод). Фільм заробив понад 345 млн доларів у світі. За свою роль Падуконе здобула три номінації на премії Teen Choice Awards.
Також  з'явилася в музичному номері великої пісні в романтичному фільмі «Тісний зв'язок», який став її єдиним боллівудським фільмом, випущеним у 2017 році.
У січні 2018 року на екрани вийшла історична драма «Падмаваті» Санджая Ліла Бхансалі, де Падуконе зіграла королеву з Раджастхану. Фільм став для неї третім досвідом роботи в парі з Ранвіром Сінгхом та першим із Шахідом Капуром. Фільм мав комерційний успіх, і Падуконе здобула ще одну номінацію на кращу жіночу роль на Filmfare.

### Продюсерська діяльність
2018 року Діпіка Падуконе створила продюсерську компанію «Ka Productions». Першим релізом компанії стала драма «Бризки» (2020) Мегни Гулзар, у якій Падуконе зіграла дівчину, яка пережила кислотну атаку (за мотивами випадку з Лакшмі Агарвал). Їй було важко зніматися в сильну спеку зі складним гримом на обличчі, і вона вважала це фізично складною роллю у своїй кар'єрі. Критики високо відзначили її гру, і вона отримала ще одну номінацію на кращу жіночу роль премії Filmfare. Вихід стрічки супроводжувався закликами членів правлячої партії Бхаратія джанату бойкотувати проєкт: акторка приєдналася до засудження жорстокого придушення акції студентів Університету Джавахарлала Неру, які протестували проти внесення змін до Закону про громадянство. Активна соціальна позиція викликала сплеск інтересу до артистки — за день кількість твітів із хештегом #BoycottChhapaak перевищила 350 тис. Чхапаак зазнав невдачі з комерційної точки зору.
Наступним проєктом Падуконе стала спортивна драма «83» (2021) про перемогу Індії на чемпіонаті світу з крикету 1983 року з Ранвіром Сінгхом у ролі Капіла Дева. Вона також зіграла дружину Діва, Ромі. Фільм кілька разів відкладався, переважно через пандемію COVID-19 в Індії. Падуконе була першим вибором режисера Кабіра Хана, оскільки він вважав, що використання реальної пари як екранної пари буде гарною маркетинговою стратегією. Рецензії на фільм були позитивними, а Давеш Шарма із Filmfare похвалив Падуконе за те, що вона додала гламуру своєї ролі другого плану.
Падуконі виконала головну роль у драмі Шакун Батри «Глибина» (2022), випущену на Amazon Prime Video. Вона описала свою роль проблемної жінки, залученої до роману, як саму багатошарову у своїй кар'єрі. У неоднозначній рецензії на фільм Сіддхант Адлаха з IndieWire високо оцінив «емоційно-складну» гру Падуконе.
Актриса возз'єдналася з Шахрух Ханом у бойовику Сіддхарта Ананда «Патхан» (2023),. У пісні з фільму "Besharam Rang" Падуконе була зображена в шафрановому бікіні, що викликало суперечки після того, як праві групи вважали його непристойним і небажаним. Центральна рада з сертифікації фільмів схвалила випуск фільму після того, як у послідовність пісень було внесено деякі зміни. Сайбал Чаттерджі писав, що Падуконе «з поривом відіграє подвійну гру нестримної фатальної жінки та відданого солдата». «Патхан» побив кілька рекордів касових зборів, заробивши понад 130 мільйонів доларів, ставши найкасовішим індійським фільмом Падуконе і другим за величиною касовим фільмом на хінді.
У 2023 році Падуконе знову возз'єднається з Ханом для короткої ролі (оголошеної як особлива поява) у бойовику Jawan. Вона зіграє разом із Прабхасом у «Проект К», двомовному науково-фантастичному фільмі на телугу та хінді режисера Нага Ашвіна, а також в іншому бойовику Ананда під назвою «Боєць» разом із Рітіком Рошаном.

### Співпраця з брендами
Tissot — швейцарський бренд класу люкс, заснований Шарлем-Фелісьєном Тіссо і його сином Шарлем-Емілем Тіссо в 1853 році. Діпіка Падуконе відкрила безліч бутиків і підтримала годинник Tissot T Wave, зрештою ставши обличчям Tissot.
L’Oréal Paris — французька компанія з виробництва парфумерії та косметики, яка у березні 2017 року оголосила Падуконе своєю глобальною амбасадоркою.
Chopard, відома швейцарська годинникова та ювелірна компанія, об'єднала свої зусилля з іконою Боллівуду Діпікою Падуконе у 2021 році. Падуконе була обрана амбасадоркою бренду престижної колекції Chopard Happy Diamonds, що символізує елегантність, розкіш та позачасову красу.
Діпіка Падуконе увійшла в історію, ставши першою індійською знаменитістю, яка стала амбасадоркою бренду Levi's у 2021 році та бренду Louis Vuitton у 2022 році.
У 2021 році Діпіка Падуконе стала амбасадоркою бренду Adidas, розпочавши важливе партнерство. Маючи глобальну присутність, Падуконе представляла бренд, підтримуючи відомих спортсменок та розширюючи права та можливості жінок, прагнучи демократизувати та урізноманітнити світ спорту.
3 жовтня 2022 року ювелірний дім Cartier представив Діпіку Падуконе як свою нову амбасадорку.
У грудні того ж року Падуконе оголосила про співпрацю з Pottery Barn — американською мережею висококласних магазинів товарів для дому. Як амбасадорка бренду акторка представила вишукану колекцію Pottery Barn, яка пропонує широкий асортимент стильних та функціональних меблів, предметів декору та аксесуарів для дому.
У тому ж році Падуконе представила свій бренд доглядових засобів — 82E (вимовляється як Eighty-two East). Акторка сказала, що дуже рада нарешті представити бренд після «двох років невпинних зусиль». «Задоволення створення чогось з нуля воістину неперевершене», — написала вона в Instagram після того, як представила бренд.
28 лютого 2023 року Падкуконе оголосила через свій аккаунт в Instagram, що вона була призначена глобальною амбасадоркою бренду Qatar Airways.

## Громадська діяльність
В 2015 Діпіка Падуконе створила The Live Love Laugh Foundation — фонд, який допомагає людям Індії дізнатися більше про своє психічне та емоційне здоров'я. 2016 року організація запустила програму «Ти не самотній». Facebook співпрацює з організацією, щоб запобігти прямим трансляціям самогубств.
Падуконе також є амбасадоркою бренду неурядової організації Індійське психіатричне суспільство, найбільшої асоціації індійських психіатрів.
У 2020 році Діпіка Падуконе була удостоєна престижної премії Crystal Award на Всесвітньому економічному форумі 2020 року у Швейцарії за її внесок у поширення інформації про психічне здоров'я.

## Відзнаки та нагороди
У 2018 році Діпіка Падуконе потрапила до списку найвпливовіших людей TIME 100.
26 квітня 2022 року Каннський кінофестиваль оголосив у Твіттері, що Падуконе було обрано однією із 9 членів журі 75-го фестивалю, який пройшов з 17 по 28 травня.
Падуконе стала першою акторкою у світі, яка представила трофей 22-го чемпіонату світу з футболу ФІФА, фінальна частина якого відбулася з 20 листопада до 18 грудня 2022 року в Катарі.
3 березня 2023 року Діпіка Падуконе була оголошена однією з ведучих на 95-й церемонії вручення нагород премії «Оскар».
У травні 2023 року Падуконе з'явилася на обкладинці журналу TIME.
- Filmfare — Найкращий дебют («Коли одного життя замало»)
- Star Screen Awards — найбільш обіцяюча молода акторка; Найкраща пара року (Ом Шанті Ом — Шахрукх Кхан та Діпіка Падукон)

## Особисте життя
Під час зйомок фільму «Бережіться, красуні» 2008 року Падуконе почала стосунки з Ранбіром Капуром. Індійські ЗМІ спекулювали на рахунок заручин і повідомляли, що це сталося в листопаді 2008 року, хоча Падуконе заявила, що не має планів одружуватися протягом найближчих п'яти років. Пара розлучилася у 2010 році, залишившись у добрих стосунках.
У 2011 році акторка зустрічалася із Сіддхартом Маллья. У наступному році з'явилися повідомлення про їхній розрив.
Потім почала зустрічатися з боллівудським актором Ранвіром Сінгхом, з яким познайомилася на зйомках «Рам і Ліла» в 2012. Пара одружилася 2018 року в Італії, провівши одну весільну церемонію 14 листопада у традиціях народу конкані на віллі д'Есте та другу — 15 листопада у традиціях синдхи в готелі на Віллі Роккабруна. Церемонія заручин відбулася день до весілля.

## Фільмографія
| Рік  | Фільм                                            | Мова    | Роль                              | Примітки |
| ---- | ------------------------------------------------ | ------- | --------------------------------- | --- |
| 2006 | Aishwarya                                        | каннада | Aishwarya                         | |
| 2007 | Коли одного життя замало (Om Shanti Om)          | гінді   | Shantipriya, Sandhya (Sandy)      | Призерка, Filmfare Best Female Debut Award & Sony Head N Shoulders Fresh Face of the Year Номінантка, Filmfare Best Actress Award |
| 2008 | Бережіться, красуні (Bachna Ae Haseeno)          | гінді   | Gayatri                           | |
| 2009 | Із Чандні Чоука в Китай (Chandni Chowk to China) | гінді   | Sakhi (Ms. TSM), Meow Meow (Suzy) | Double role |
| 2009 | Перукар Білу (Billu)                             | гінді   | себе                              | спеціальна роль у виконанні пісні Love Mera Hit Hit                                                                               |
| 2009 | Кохання сьогодні і завтра (Love Aaj Kal)         | гінді   | Meera Pandit                      | |
| 2009 | Main Aurr Mrs Khanna                             | гінді   | Raina Khan                        | епізодична |
| 2009 | Love 4 Ever                                      | телугу  | камео                             | |
| 2010 | Karthik Calling Karthik                          | гінді   | Shonali Mukherjee                 | |
| 2010 | Housefull                                        | гінді   |                                   | |
| 2010 | Khelein Hum Jee Jaan Sey                         | гінді   | Калпана Датта                     | Знятий |
| 2010 | Break Ke Baad                                    | гінді   |                                   | |
| 2010 | Lafangey Parindey                                | гінді   |                                   | |
| 2018 | Падмаваті                                        | гінді   | Королева Падмаваті                | |

| Рік  |   | Українська назва        | Оригінальна назва          | Роль         |
| ---- | - | ----------------------- | -------------------------- | ------------ |
| 2017 | ф | Три ікси: Реактивізація | XXX: Return of Xander Cage | Серена Ангер |